# 吉什巴爾火山口
吉什巴尔火山口（Gish Bar Patera）是木衛一表面的一座火山口，或邊緣呈扇贝狀的不规则火山坑，位于北纬16.2度、西经90.3度处，其口径约为106.3公里×115公里，面積达9600平方公里，它的名称取自巴比伦太阳神“吉什巴尔”（Gish Bar ），1997年被國際天文學聯合會正式批准接受。
该火山口坐落在11公里高的吉什巴尔山南侧山脚处，東北是斯基提亚山，往東则是摩南山，北、南两端分別有摩南火山口和阿匹庫火山口。
美国宇航局的伽利略号探测器曾侦测到吉什巴尔火山口以前的火山活动，特别是在1996年。2001年8月，伽利略探测器的近红外测图光谱仪又探测到了一次新的喷发。该火山口西半部坑底大多呈绿色，并伴有一些亮斑；而东半部则多为橙色；吉什巴尔火山口活跃的西北部坑底由于多次喷发而显得斑驳陆离，该火山口的熔岩流可能是由硅酸盐所构成 。